# Parroquia de Santa María de la Horta (Zamora)
La parroquia de Santa María de la Horta es una parroquia del arciprestazgo de Zamora-ciudad, perteneciente a la diócesis de Zamora.

## Historia
A comienzos del siglo XX, estaban comprendidas dentro de la parroquia las iglesias de Santa María de la Horta, Santa Lucía, San Leonardo y Santo Tomás y las ermitas del Caño y de lNuestra Señora de la Peña de Francia. Aparece descrita en La provincia de Zamora: guía geográfica, histórica y estadística de la misma (1905) de Felipe Olmedo y Rodríguez con las siguientes palabras:

Parroquia de Santa María de la Horta.—Comienza la línea de su circuito en el número 14 inclusive de la calle de Pizarro, y corre por la calle del Puente á tomar la plaza de Santa Lucía y su iglesia con la cuesta de San Cipriano hasta la muralla antigua; dirígese luego por la bajada de las Peñas y por el número 57 de la Alcazaba para cruzar la calle de Balborraz junto á los números 53 y 58; busca luego la cuesta del Piñedo y corre por los límites de la parroquia de San Vicente á la muralla antigua, desde la cual se dirige al Oriente para subir por la muralla nueva hasta tocar el extremo Sur de la Puerta de Santa Clara, y partiendo de dicho punto en línea recta al puente de Villagodio, continúa por la carretera de Toro hasta alcanzar los términos de Zamora, corriendo por ellos á la derecha hasta el río Duero; desciende luego por éste á tomar la mitad de los puentes del ferrocarril y Nuevo, y bajando por el Norte de las aceñas, pasa por el Sud de la torre de la Gobierna del Puente Mayor ó Viejo, desde donde se dirige á su punto de partida. Comprende su circuito la iglesia de Santa Lucía, que es su ayuda de parroquia, San Leonardo, Santo Tomás, la ermita del caño y la de la Peña de Francia, incorporadas y sujetas á dicha matríz de Santa María de la Horta.
(Olmedo y Rodríguez, 1905, pp. 93-94)

En la actualidad, la parroquia pertenece al arciprestazgo de Zamora-ciudad, integrado dentro de la diócesis de Zamora, y tiene por párroco a José Francisco Matías Sampedro.